# 法勒 (石勒苏益格-荷尔斯泰因州)
法勒是德国石勒苏益格－荷尔斯泰因州的一个市镇。总面积14.91平方公里，总人口1219人，其中男性605人，女性614人（2011年12月31日），人口密度82人/平方公里。